# Język rutulski
Język rutulski, także mukhad (nazwa własna: МыхIабишды чIел) – język z rodziny języków kaukaskich. Używany jest przez Rutulów (ok. 36 tys. osób), rdzenną ludność kaukaską, zamieszkującą południowy Dagestan i częściowo Azerbejdżan. 
Wyróżnia się pięć dialektów języka rutulskiego. Dialekt mukhad ma największą liczbę użytkowników i służy jako język literacki.
Zdecydowanie zagrożony wymarciem, ze względu na małą liczebność społeczności i presję ze strony innych języków. W użyciu jest także język rosyjski, a w Azerbejdżanie – również azerski. Rutulski wykazuje wpływy obu tych języków. Pewne znaczenie na poziomie lokalnym ma również język lezgiński. Ludność rutulska w Azerbejdżanie często określa się jako Lezgini.
Piśmiennictwo rutulskie jest słabo rozwinięte. W Rosji jest zapisywany cyrylicą, a w Azerbejdżanie wykorzystywany jest alfabet łaciński.

## Alfabet
| А а   | АӀ аl | Б б   | В в   | Г г   | Гъ гъ | Гь гь | ГӀ гl | Д д   | Е е   | Ё ё   |
| Дж дж | Ж ж   | Дз дз | З з   | И и   | Й й   | К к   | Къ къ | Кь кь | КӀ кӀ | Л л   |
| М м   | Н н   | О о   | П п   | ПӀ пӀ | Р р   | С с   | Т т   | ТӀ тӀ | У у   | Уь уь |
| УӀ уl | Ф ф   | Х х   | Хъ хъ | Хь хь | Ц ц   | ЦӀ цӀ | Ч ч   | ЧӀ чӀ | Ш ш   | Щ щ   |
| Ъ ъ   | Ы ы   | ЫӀ ыӀ | Ь ь   | Э э   | Ю ю   | Я я   |       |       |       |       |